# Momo Asakura
Momo Asakura (麻倉 もも, Asakura Momo), née le 25 juin 1994 dans la préfecture de Fukuoka, est une seiyū et chanteuse japonaise. Elle fait partie de l'agence Music Ray'n.